# Doctrinagymnasiet

Doctrinagymnasiet var en svensk gymnasieskola (friskola) i Uppsala som startades av Peder Björk hösten 2006. Skolan var inriktad på praktiska yrken som elektriker och energiarbetare. Hösten 2009 försattes skolan i konkurs på begäran av Skatteverket. Ägarna hade tidigare ansökt om företagsrekonstruktion vilken avslogs av tingsrätten. Anledningen var gymnasieskolans skulder om ca 2,1 miljoner kronor. Samtidigt lämnade Skatteverket även in begäran om konkurs för moderbolaget Björkbolagen i Sverige AB. I början av juli 2009 lämnade Uppsalabuss också in en begäran om konkurs för Björkbolagen till följd av obetalda busskortsavgifter om ca 124 000 kronor.

## Doctrinabolagen
I Doctrinakoncernen ingick fem bolag:
- Doctrina Projekt & Entreprenad AB
- Betula Doctrina HB
- Björkbolagen Sverige AB
- Doctrina Adultus i Uppsala AB
- Doctrina Gymnasiet i Uppsala AB